# Eisenbahnüberführung Sulzbachtal
Die Eisenbahnüberführung Sulzbachtal ist eine Eisenbahnbrücke der Schnellfahrstrecke Stuttgart–Wendlingen. Sie ist Teil des Projektes Stuttgart 21 und quert südlich der baden-württembergischen Gemeinde Denkendorf, parallel zur gleichnamigen Talbrücke der Bundesautobahn 8, das namensgebende Sulzbachtal. Der Bau der Brücke begann im März 2012 und war 2015 abgeschlossen.
Mit der Fertigstellung elf Jahre vor der kommerziellen Inbetriebnahme ist das Bauwerk eine Soda-Brücke.

## Verlauf
Die Brücke mit einer Länge von 365,40 m geplante Brücke beginnt beim Baukilometer 21,334. Sie ist Teil des Planfeststellungsabschnitts 1.4 des Projekts Stuttgart 21.

## Konstruktion
Der Überbau ist als Durchlaufträgerbauwerk aus Spannbeton mit sieben Öffnungen und Stützweiten von 40,60 m / 52,20 m / 58,00 m / 63,80 m / 58,00 m / 52,20 m und 40,60 m ausgeführt. Die Pfeiler erreichen Höhen bis zu 37 m und gründen bis zu 30 Meter tief.

## Geschichte

### Planung
Der Entwurf der Brücke orientiert sich an der bestehenden Brücke der A8 über das Sulzbachtal. Varianten ohne Durchlaufträger wurden geprüft, aufgrund des angestrebten gemeinsamen Aussehens jedoch wieder verworfen. Auch eine Variante mit konstanten Stützweiten von 46,0 m wurde aufgrund ihrer sichteinschränkenden Wirkung aufgegeben.
Ausführungsplanung und Bau der Sulzbachtalbrücke sowie der Talbrücke Denkendorf wurden gemeinsam im August 2010 im Amtsblatt der Europäischen Union ausgeschrieben. Im Oktober 2011 wurde der Bau der Brücke für rund 9,5 Millionen Euro an die Adam Hörnig Baugesellschaft aus Aschaffenburg vergeben. Für das Bauwerk waren vier Gebote eingegangen. Ursprünglich war der Auftrag mit 9,8 Millionen Euro veranschlagt gewesen.

### Bau
Die Bauarbeiten begannen im März 2012, Ende Oktober 2013 begann der Vorschub am westlichen Widerlager. Der Vorschub sollte im Mai 2014 abgeschlossen werden.
Im Februar 2014 waren 7 der 13 Takte des Taktschiebeverfahrens erfolgt. Der letzte Takt wurde im April 2014 abgeschlossen. Das Bauwerk sollte im Oktober 2015 fertiggestellt werden. Die Brücke war Anfang Januar 2015 nahezu fertig. Nachträglich wurde im Jahr 2020 noch die Errichtung einer Wende- und Aufstellfläche für die Inspektion der Eisenbahnüberführung genehmigt.
Insgesamt wurden 2.000 Tonnen Stahl und 14.000 Kubikmeter Beton verarbeitet.

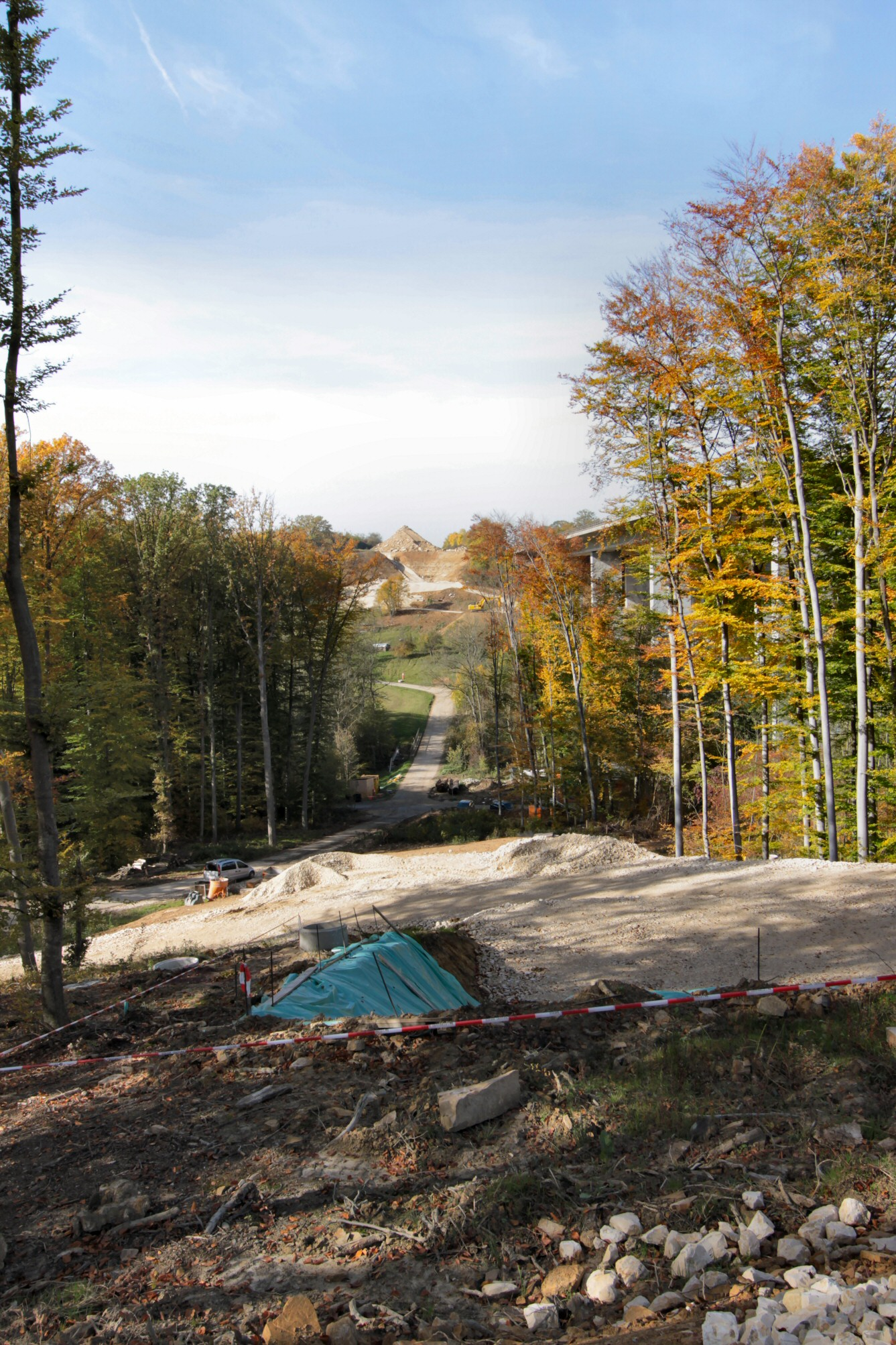
Baufeld am südöstlichen Widerlager der Brücke (Oktober 2012). Die Eisenbahnbrücke liegt parallel zur bestehenden Autobahnbrücke (im Hintergrund rechts).
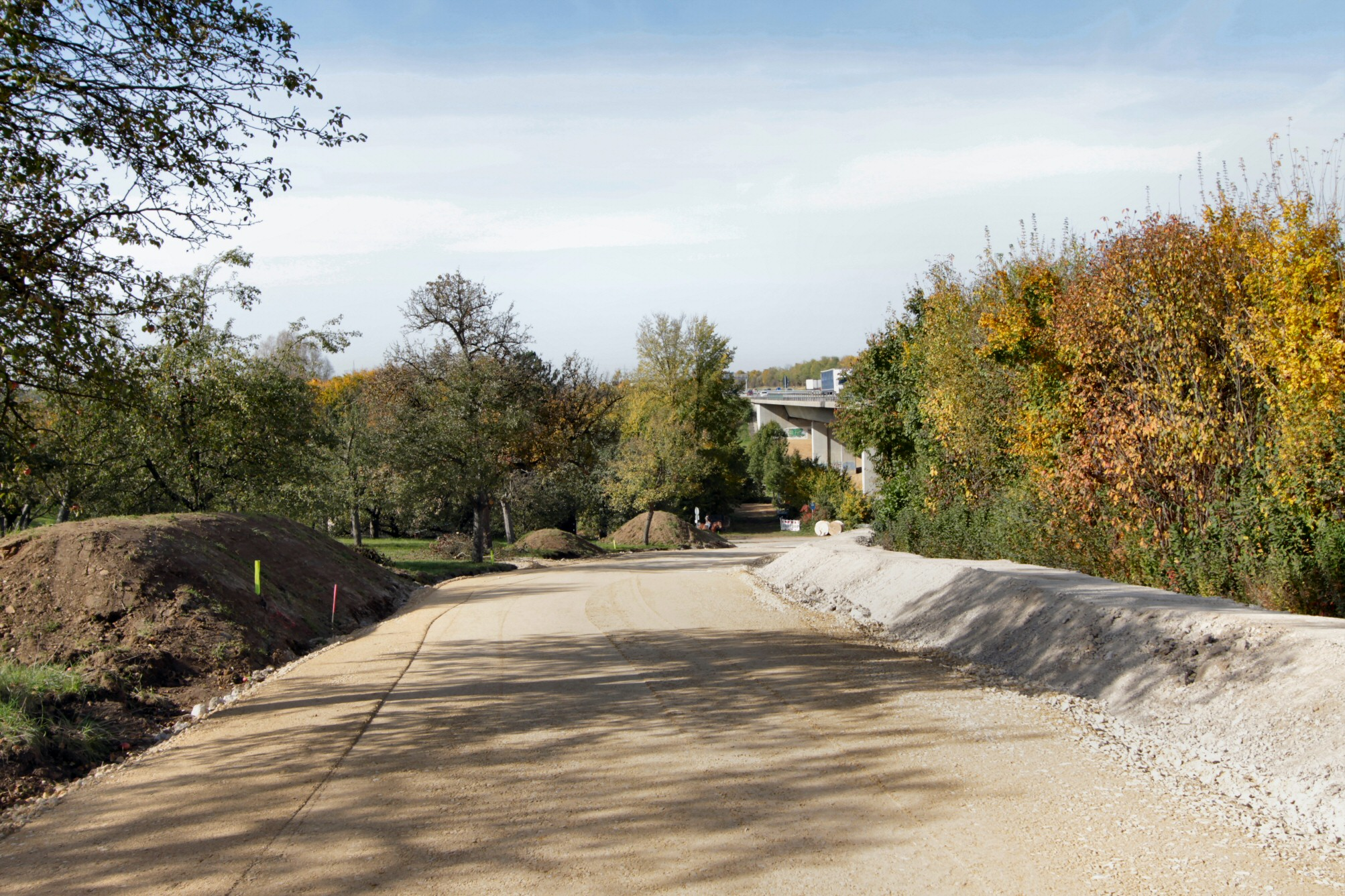
Baustraße zum zukünftigen nördlichen Widerlager, nahe der zukünftigen Talbrücke Denkendorf (Oktober 2012)
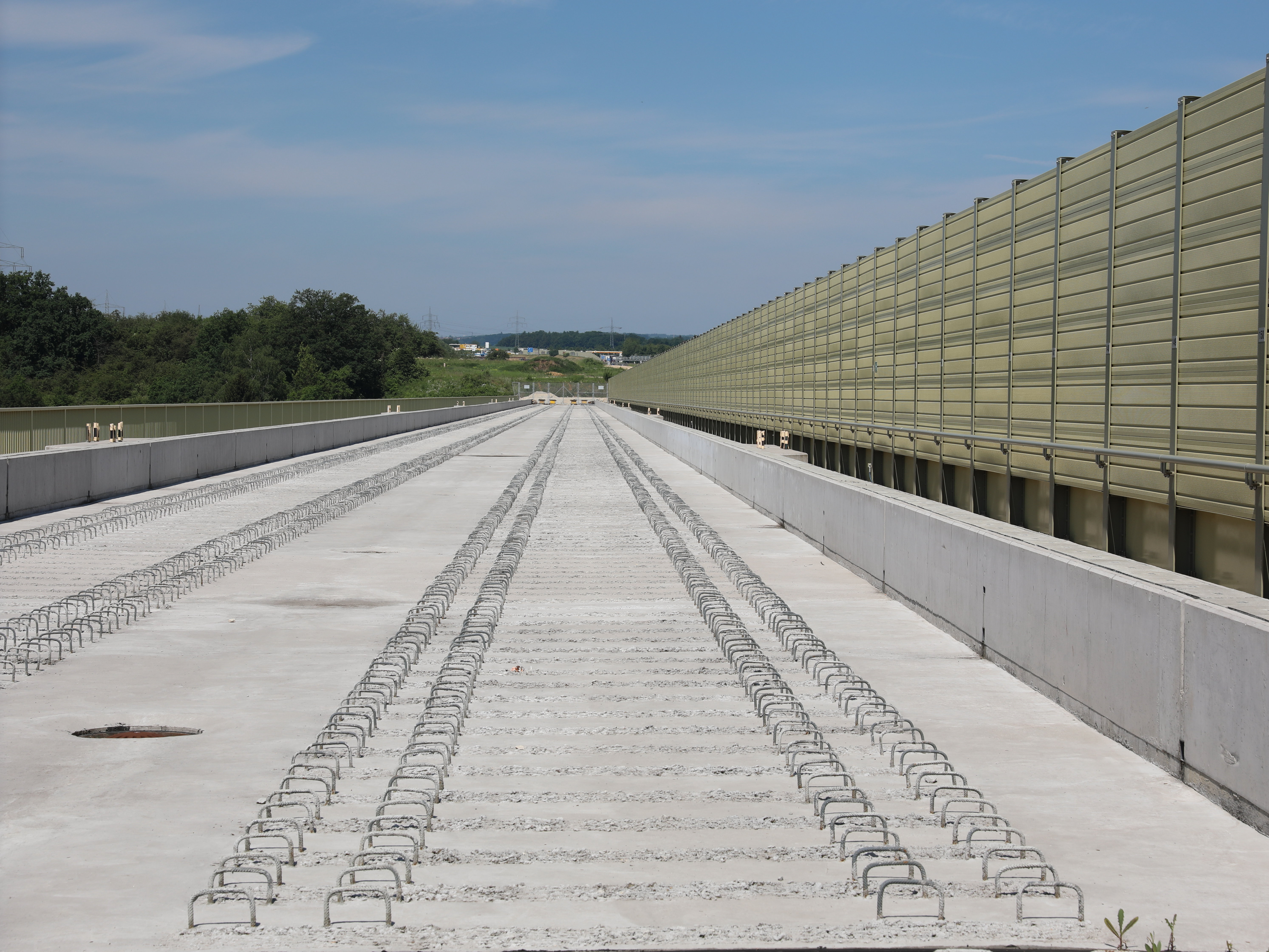
Fahrbahnplatte (2018)
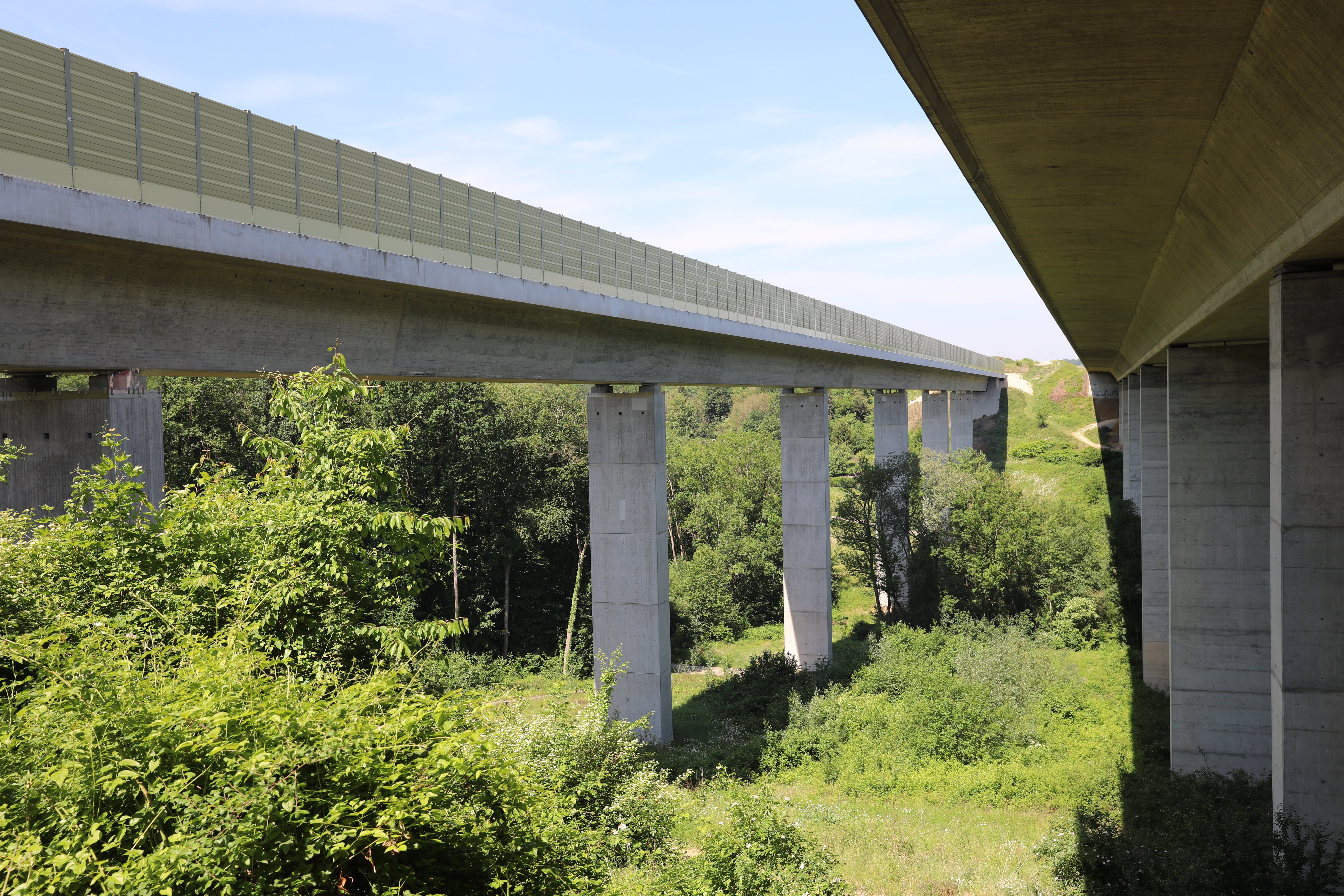
Blickrichtung Westen (2018)

Im Juli 2022 war der Gleisbau im Gang.